# Against All Odds (2022)
 (août 2025).
Si vous disposez d'ouvrages ou d'articles de référence ou si vous connaissez des sites web de qualité traitant du thème abordé ici, merci de compléter l'article en donnant les références utiles à sa vérifiabilité et en les liant à la section « Notes et références ».
Pour les articles homonymes, voir Against All Odds.
Against All Odds est un pay-per view de catch professionnel présenté par la fédération Impact Wrestling,. C'est le onzième événement de la chronologie des Against All Odds.

## Contexte
Cet événement de catch professionnel présente différents matchs impliquant des catcheurs heel (méchant) et face (gentil), ils combattent sous un script écrit à l'avance.

## Tableaux des matchs
| Ordre par numéros | Résultat | Stipulation(s)                                                 | Temps |
| --- | --- | -------------------------------------------------------------- | ----- |
| 1P | Black Taurus bat Laredo Kid | match Simple                                                   | 07:45 |
| 2P | Brian Myers bat Rich Swann (c) | match Simple pour le Impact Digital Media Championship         | 10:17 |
| 3 | The Motor City Machine Guns (Alex Shelley et Chris Sabin) battent Bullet Club (Ace Austin et Chris Bey) | Tag Team match                                                 | 13:22 |
| 4 | Chelsea Green et Deonna Purrazzo battent Mia Yim et Mickie James | Tag Team match                                                 | 09:05 |
| 5 | Mike Bailey (c) bat Trey Miguel | Match simple pour le Impact X Division Championship            | 14:02 |
| 6 | Rosemary et Taya Valkyrie (c) battent The Influence (Gisele Shaw et Tenille Dashwood (avec Madison Rayne | Tag Team match pour les Impact Knockouts Tag Team Championship | 09:00 |
| 7 | America's Most Wanted Chris Harris et James Storm, Heath, The Good Brothers (Doc Gallows et Karl Anderson) battent Honor No More (Eddie Edwards, Kenny King, Matt Taven, Mike Bennett et PCO) (avec Maria Kanellis) | 10-man tag team match                                          | 15:17 |
| 8 | Moose bat Sami Callihan | Clockwork Orange House of Fun Match                            | 17:34 |
| 9 | Jordynne Grace (c) bat Tasha Steelz | Match Simple pour le Impact Knockouts Championship             | 11:56 |
| 10 | Josh Alexander (c) bat Joe Doering (avec Deaner) | Match simple pour le Impact World Championship                 | 15:59 |
| La lettre C placée entre parenthèses désigne la personne ou l’équipe championne en titre. P – indique que le match a eu lieu lors du pré-show | |                                                                |       |